# Ulrich Lins

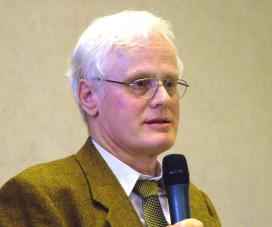
Ulrich Lins

Ulrich Lins (* 4. August 1943 in Bonn) ist ein deutscher Historiker. Er studierte Geschichte, Politikwissenschaft und Japanologie in Köln und Bonn. 1971/72 war er Gastforscher an der Universität Tokyo. 1975 wurde er mit einer Arbeit über die japanische Oomoto-Bewegung promoviert.
Beruflich befasste er sich mit dem akademischen Austausch. Er war erster Leiter der 1978 gegründeten DAAD-Außenstelle in Tokio. Er ist Mitherausgeber eines Sammelwerks über Deutschland in Geschichte und Gegenwart (mit Ohnishi Takeo, Japanisch, 12 Bände, 1981–1986).
Ulrich Lins ist verheiratet und hat zwei Kinder.
Zu seinem 75. Geburtstag erschien die Festschrift En la mondon venis nova lingvo. Festlibro por la 75-jariĝo de Ulrich Lins (Hrsg. Gotoo Hitosi, José Antonio Vergara, Kimura Goro Christoph). Mondial, New York 2018. ISBN 978-1-59569-378-5. 710 S.

## Die gefährliche Sprache
Das Esperanto-Original dieses Buches von Ulrich Lins über die Verfolgung der Esperantisten im Dritten Reich, in der Sowjetunion und anderen Ländern erschien 1988 (revidierte Fassung 2016). Es wurde in acht Sprachen übersetzt, u. a. ins Japanische und Englische.

## Werke (Auswahl)
- Die Ômoto-Bewegung und der radikale Nationalismus in Japan. Oldenbourg, München/Wien 1976, ISBN 3-486-44451-4, 300 S. Zugleich Dissertationsschrift an der Philosophischen Fakultät der Universität zu Köln, 1975. Übersetzung ins Japanische 2007, ISBN 978-4-944229-72-7.
- Zwei zaghafte Riesen? Deutschland und Japan seit 1945 (Hrsg. Arnulf Baring und Masamori Sase, mit Manfred Görtemaker). Belser, Stuttgart/Zürich 1977, ISBN 3-7630-1181-1 und ISBN 3-7630-1183-8, 698 S.
- La danĝera lingvo. Studo pri la persekutoj kontraǔ Esperanto. Bleicher Verlag, Gerlingen 1988. Neuausgabe: Universala Esperanto-Asocio, Rotterdam 2016, ISBN 978-92-9017-128-7, 375 S.
  - Die gefährliche Sprache. Die Verfolgung der Esperantisten unter Hitler und Stalin. Bleicher Verlag, Gerlingen 1988, ISBN 3-88350-023-2, 326 S. (gekürzte Ausgabe)
  - Dangerous Language. Esperanto under Hitler and Stalin. Volume 1. und Dangerous Language. Esperanto and the Decline of Stalinism. Volume 2. Übersetzt von Humphrey Tonkin. Palgrave Macmillan, London 2017, ISBN 978-1-349-95801-6, xix+198 S. und ISBN 978-3-030-23967-1, 220 S.
- La arto labori kune. Festlibro por Humphrey Tonkin (Hrsg., mit Detlev Blanke). Universala Esperanto-Asocio, Rotterdam 2010, ISBN 978-92-9017-113-3. 901 S.